# Dentilabus variegatus
Dentilabus variegatus är en stekelart som först beskrevs av Wesmael 1845.  Dentilabus variegatus ingår i släktet Dentilabus och familjen brokparasitsteklar. Arten är reproducerande i Sverige. Inga underarter finns listade i Catalogue of Life.